# Lukjaniwska-Gefängnis

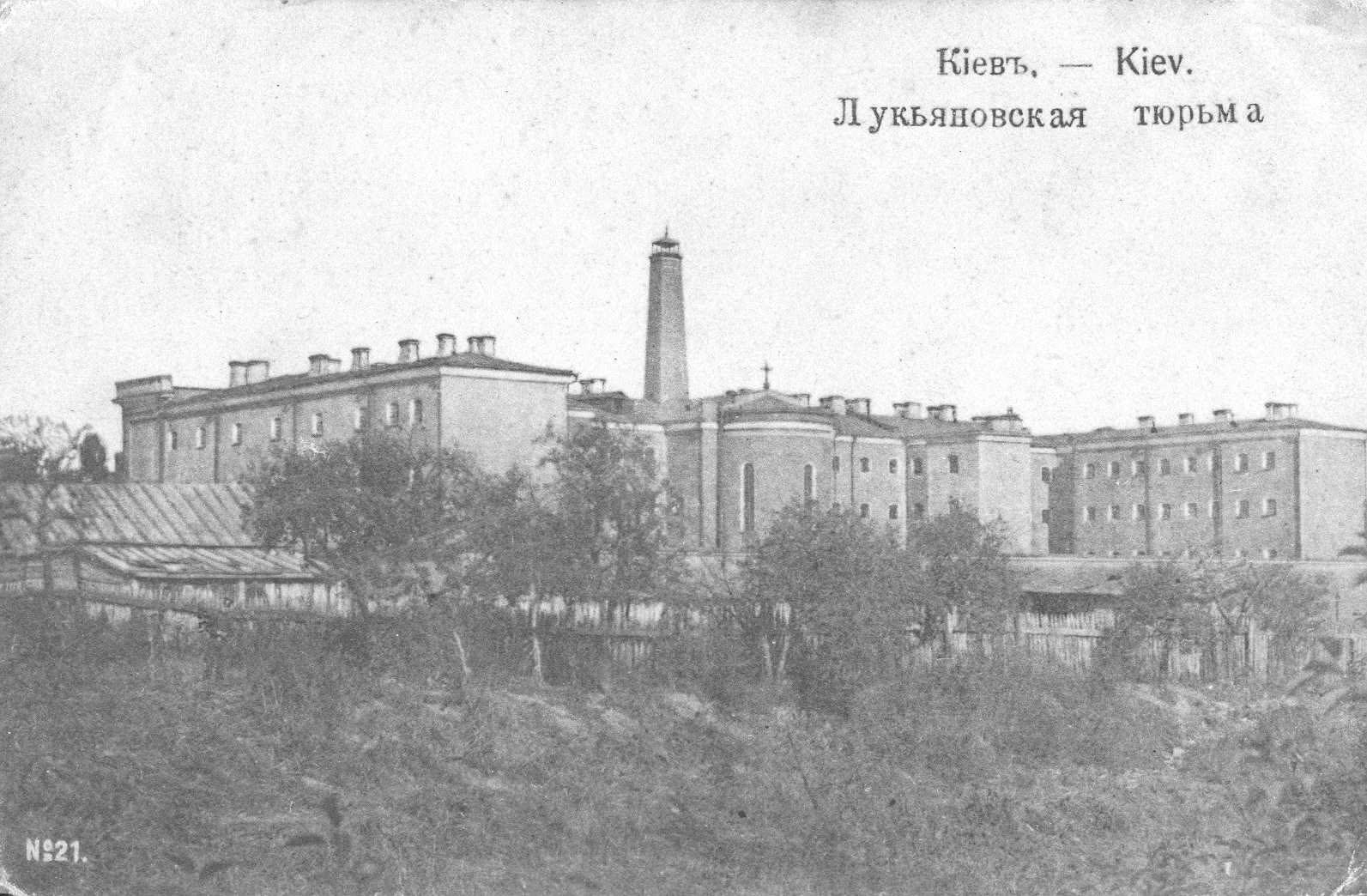
Lukjaniwska-Gefängnis im Jahr 1900

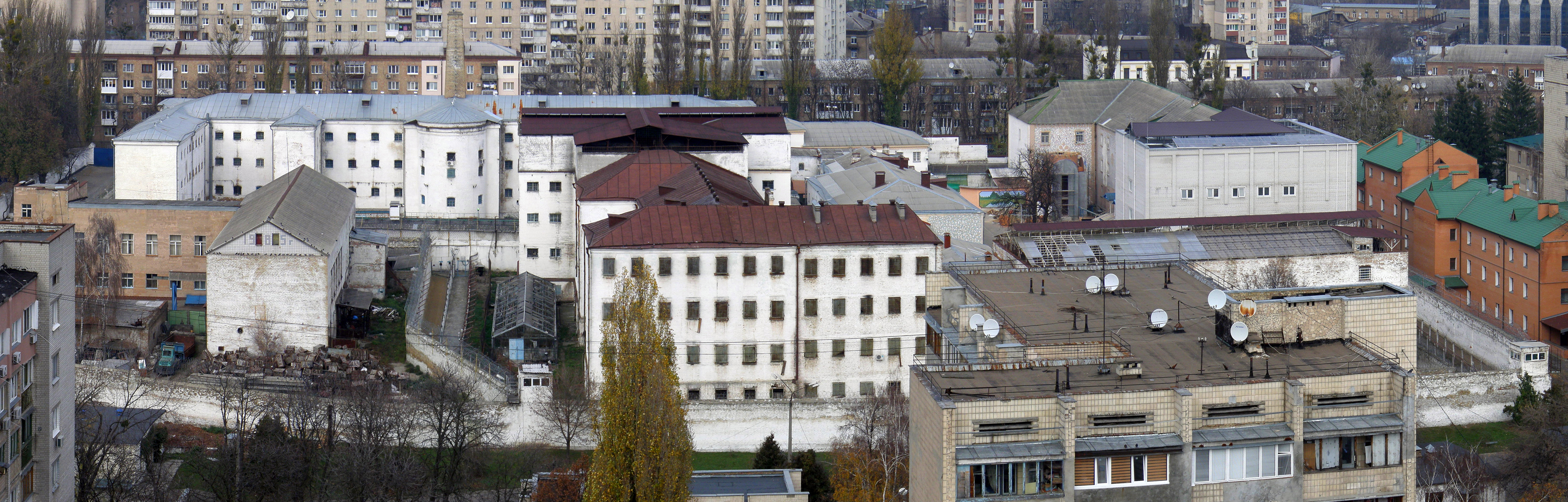
Lukjaniwska-Gefängnis 2013

Das Lukjaniwska-Gefängnis (ukrainisch Лук'янівська в'язниця/Lukjaniwska wjasnyza) ist ein Gefängnis im Kiewer Rajon Schewtschenko, zwischen der nach ihm benannten gleichnamigen Metro-Station und dem Fernsehturm. Heute dient es als Untersuchungsgefängnis.
Die Lukjaniwska wurde in den Jahren 1859 bis 1862 erbaut und 1863 erstmals belegt. Sie unterstand in der Sowjetunion bis zu ihrem Aufgehen im Innenministerium der Gossudarstwennoje polititscheskoje uprawlenije (GPU) und sah im Laufe ihrer Geschichte eine Reihe prominenter Persönlichkeiten.

## Bekannte Gefangene
- Nikolai Bauman (1873–1905), russischer Revolutionär
- Pawel Bermondt-Awaloff (1877–1974), russischer Offizier, Generalmajor im Ersten Weltkrieg
- Sofija Bohomolez (1856–1892), ukrainische revolutionäre Narodniki
- Stepan Chmara (1937–2024), ukrainischer Politiker, Menschenrechtsaktivist und sowjetischer Dissident.
- Hryhorij Chomyschyn (1867–1947), Bischof der Ukrainischen Griechisch-Katholischen Kirche
- Jarosław Dąbrowski (1836–1871), polnischer General
- Felix Dserschinski (1877–1926), Berufsrevolutionär
- Wilhelm Franz von Habsburg-Lothringen (1895–1948), ukrainischer Oberst, habsburgischer Thronkandidat für ukrainischen Satellitenstaat
- Mychajlo Hruschewskyj (1866–1934), ukrainischer Historiker, Politiker und Aktivist in der ukrainischen Nationalbewegung
- Oleksandr Hrekow (1875–1958), ukrainischer General
- Anastassija Hrintschenko (1884–1908), ukrainische Revolutionärin, Schriftstellerin und Übersetzerin
- Iryna Kachowska (1888–1960), Planerin des Attentats auf Generalfeldmarschall von Eichhorn
- Nikolai Kibaltschitsch (1853–1881), russischer Revolutionär
- Maxim Litwinow (1876–1951), sowjetischer Diplomat
- Anatoli Lunatscharski (1875–1933), sowjetischer Volkskommissar (Ministerrat der UdSSR)
- Natalija Mirsa-Awakjanz (1888–?), ukrainische Historikerin und Lehrerin
- Mstyslaw (1898–1993), ukrainischer Kirchenführer
- Teodosij Osmatschka (1895–1962), ukrainischer Dichter, Schriftsteller und Übersetzer
- Sergei Paradschanow (1924–1990), armenischer Filmregisseur
- Symon Petljura (1879–1926), ukrainischer Staatsmann
- Maksym Rylskyj (1895–1964), ukrainischer Dichter
- Walentyn Sadowskyj (1886–1947), ukrainischer Politiker
- Oksana Steschenko (1875–1942), ukrainische Kinderbuchautorin und Übersetzerin.
- Maksym Slawynskyj (1868–1945), ukrainischer Dichter, Schriftsteller, Übersetzer, Diplomat und Politiker
- Jossyf Slipyj (1892–1984), 6. Kardinal der Ukrainischen Griechisch-Katholischen Kirche
- Jurij Tjutjunnyk (1891–1930), ukrainischer Offizier und Politiker
- Wjatscheslaw Tschornowil (1937–1999), ukrainischer Politiker
- Julija Tymoschenko (* 1960), ukrainische Politikerin und Ministerpräsidentin
- Moissei Urizki (1873–1918), Altbolschewik, Tschekist
- Boris Wassiljewitsch Warnecke (1874–1944), russischer Klassischer Philologe
- Wolodymyr Wynnytschenko (1880–1951), Premierminister der Ukrainischen Volksrepublik